# Edzard Ehrle
Edzard Ehrle (* 2. August 1995 in Erfurt) ist ein deutscher Schauspieler.

## Leben
Ehrle wohnt in Erfurt und beendete im Sommer 2011 erfolgreich die zehnte Klasse am Gutenberg-Gymnasium. Von Dezember 2010 (Folge 636) bis Dezember 2012 (Folge 740) spielte er in der Kinder- und Jugendserie Schloss Einstein den Tamas Nagy.
Mit Ende der 15. Staffel verließ er die Serie. Danach absolvierte er ein Praktikum in der Schloss Einstein-Produktion.

## Filmografie
- 2010–2012: Schloss Einstein (Serie; als Tamas Nagy)
- 2011: KIKA LIVE Schloss Einstein Backstage
- Wannabe, Kurzfilm (Regie: Marvin Machalett)